# Elecciones parlamentarias de Grecia de 1933

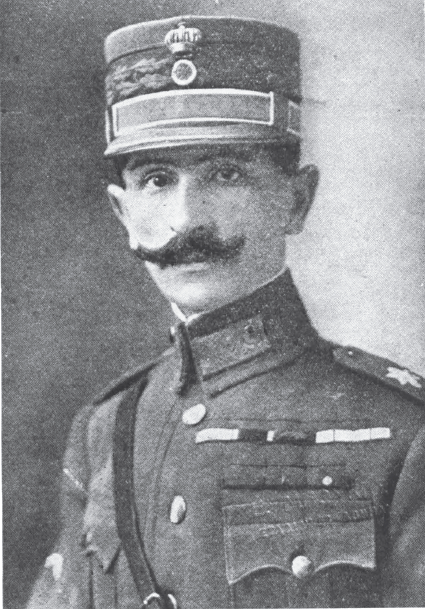
Alexandros Othonaios tomó el control interino de Grecia, tras una serie de revueltas contrarias a los resultados electorales. Posteriormente entregará el mando a Panagis Tsaldari.

Las elecciones parlamentarias de Grecia fueron realizadas el 5 de marzo de 1933. El Partido Popular, de corte monárquico, obtuvo mayoría absoluta, tras obtener 118 de los 248 escaños en el Parlamento, poniendo fin al predominio del Partido Liberal, liderado por Eleftherios Venizelos. Los resultados provocaron un intento de golpe de Estado por parte de oficiales partidarios de Venizelos. Tras ello, se instaura un gobierno de emergencia militar bajo el mando de Alexandros Othonaios, quién sofocó la revuelta, y fue sucedido por el gabinete de Partido Popular, bajo el mando de Panagis Tsaldaris el 10 de marzo.

## Resultados
| Partido                               | Votos     | %    | Escaños | +/–   |
| ------------------------------------- | --------- | ---- | ------- | ----- |
| Partido Popular de Grecia             | 434.550   | 38.1 | 118     | +23   |
| Partido Liberal de Grecia             | 379.968   | 33.3 | 80      | –21   |
| Partido Progesista de Grecia          | 77.254    | 6.8  | 10      | –4    |
| Partido Comunista de Grecia           | 52.958    | 4.6  | 0       | –13   |
| Partido Laborista y Agrario de Grecia | 47.460    | 4.2  | 13      | +5    |
| Partido Radical Nacional              | 46.692    | 4.1  | 11      | +6    |
| Partido de los Librepensadores        | 25.758    | 2.3  | 6       | +4    |
| Partido Independiente                 | 22.985    | 2.0  | 2       | Nuevo |
| Partido Agrario                       | 20.200    | 1.8  | 1       | –12   |
| Alianza Nacional                      | 14.302    | 1.3  | 5       | Nuevo |
| Partido Democrático Conservador       | 9.672     | 0.8  | 2       | +2    |
| Independientes                        | 9.532     | 0.8  | 0       | 0     |
| Votos en blanco/nulos                 | 5.612     | –    | –       | –     |
| Total                                 | 1.146.943 | 100  | 248     | –6    |
| Participación electoral               | –         | –    | –       | –     |
| Fuente: Nohlen & Stöver               |           |      |         |       |